# Mario Marzona
Mario Marzona Juárez (Provincia de Buenos Aires, Argentina; 2 de febrero de 1950-Rosario, Provincia de Santa Fe, 25 de septiembre de 2018) fue un futbolista argentino que jugaba en el puesto de centrodelantero.

## Carrera deportiva
Falleció a los 68 años de edad luego de luchar contra una enfermedad que había contraído hacía algún tiempo.

## Clubes
| Club                | País      | Año       |
| ------------------- | --------- | --------- |
| Vélez Sarsfield     | Argentina | 1971-1974 |
| Nueva Chicago       | Argentina | 1974-1975 |
| Tigre               | Argentina | 1975-1977 |
| Deportivo Municipal | Perú      | 1977-1979 |
| Huracán             | Argentina | 1980-1981 |
| Racing Club         | Argentina | 1981-1982 |
| Chaco For Ever      | Argentina | 1983-1985 |
| Almirante Brown     | Argentina | 1986      |